# Crash! Boom! Bang! World Tour
Crash! Boom! Bang! World Tour var Roxettes andra världsturné som pågick mellan 5 september 1994 och 2 maj 1995, efter att albumet Crash! Boom! Bang! hade släppts 1994.

## Konserter
- 5 september 1994 - Sankt Petersburg,  Ryssland (inställd)
- 6 september 1994 - Ishallen, Helsingfors,  Finland (inställd)
- 6 september 1994 - Ishallen, Helsingfors,  Finland
- 9 september 1994 - Globen, Stockholm,  Sverige
- 10 september 1994 - Himmelstalundshallen, Norrköping,  Sverige
- 12 september 1994 - Valbyhallen, Köpenhamn,  Danmark (inställd)
- 13 september 1994 - Sannarpshallen, Halmstad,  Sverige
- 14 september 1994 - Spektrum, Oslo,  Norge
- 16 september 1994 - Nobelhallen, Karlskoga,  Sverige
- 17 september 1994 - Tipshallen, Jönköping,  Sverige
- 18 september 1994 - Scandinavium, Göteborg,  Sverige
- 20 september 1994 - Ahoy, Rotterdam,  Nederländerna
- 21 september 1994 - Ahoy, Rotterdam,  Nederländerna
- 23 september 1994 - Ostseehalle, Kiel, Shleswig-Holstein,  Tyskland
- 24 september 1994 - Seidenstickerhalle, Bielefeld, Nordrhein-Westfalen,  Tyskland
- 25 september 1994 - Stadthalle, Bremen, Bremen,  Tyskland
- 6 oktober 1994 - Deutschlandhalle, Berlin,  Tyskland
- 7 oktober 1994 - Deutschlandhalle, Berlin,  Tyskland
- 8 oktober 1994 - Eissporthalle, Halle an der Saale, Sachsen,  Tyskland
- 10 oktober 1994 - Sporthalle, Köln, Bayern,  Tyskland
- 12 oktober 1994 - Olympiahalle, München, Bayern,  Tyskland
- 13 oktober 1994 - Olympiahalle, München, Bayern,  Tyskland
- 15 oktober 1994 - Maimarkthalle, Mannheim, Baden-Württemberg,  Tyskland
- 18 oktober 1994 - Festhalle, Frankfurt am Main, Hessen,  Tyskland
- 8 oktober 1994 - Eissporthalle, Memmingen, Bayern,  Tyskland
- 21 oktober 1994 - Schleyerhalle, Stuttgart, Baden-Württemberg,  Tyskland
- 22 oktober 1994 - Schleyerhalle, Stuttgart, Baden-Württemberg,  Tyskland
- 24 oktober 1994 - Sporthalle, Hamburg, Hamburg,  Tyskland
- 25 oktober 1994 - Stadthalle, Bremen, Bremen,  Tyskland
- 26 oktober 1994 - Sportovni Hala, Prag,  Tjeckien
- 27 oktober 1994 - Sportovni Hala, Prag,  Tjeckien
- 8 november 1994 - Wembley Stadium, London, England,  Storbritannien (inställd)
- 9 november 1994 - Wembley Stadium, London, England,  Storbritannien
- 11 november 1994 - The Point, Dublin,  Irland
- 12 november 1994 - The Point, Dublin,  Irland (inställd)
- 14 november 1994 - The Arena, Sheffield, England,  Storbritannien
- 15 november 1994 - Ingleston, Edinburgh, Skottland,  Storbritannien
- 17 november 1994 - National Exhibition Centre, Birmingham, England,  Storbritannien
- 18 november 1994 - Forest National, Bryssel,  Belgien
- 19 november 1994 - Forest National, Bryssel,  Belgien
- 21 november 1994 - Hallenstadion, Zürich, Zürich kanton, Schweiz
- 22 november 1994 - Halle Des Festes, Lausanne, Vaud,  Schweiz
- 25 november 1994 - Eissporthalle Innsbruck, Innsbruck, Tyrolen,  Österrike
- 26 november 1994 - Stadhalle, Wien,  Österrike
- 28 november 1994 - Westfalenhalle, Dortmund, Nordrhein-Westfalen,  Tyskland
- 29 november 1994 - Messehalle 2, Hannover, Niedersachsen,  Tyskland
- 1 december 1994 - Palau Sant Jordi, Barcelona,  Spanien
- 2 december 1994 - Palacio de Los Deportes, Barcelona,  Spanien
- 3 december 1994 - Palacio de Los Deportes, Barcelona,  Spanien
- 4 december 1994 - Velodrome de Anoeta, San Sebastián,  Spanien
- 6 januari 1995 - Kings Park Rugby Stadium, Durban,  Sydafrika
- 7 januari 1995 - Kings Park Rugby Stadium, Durban,  Sydafrika (inställd)
- 9 januari 1995 - Saint George’s Cricket Stadium, Port Elizabeth,  Sydafrika
- 11 januari 1995 - Green Point Stadium, Kapstaden,  Sydafrika
- 14 januari 1995 - Ellis Park Rugby Stadium, Johannesburg,  Sydafrika
- 17 januari 1995 - Entertainment Centre, Perth, Western Australia,  Australien (inställd)
- 18 januari 1995 - Entertainment Centre, Perth, Western Australia,  Australien
- 21 januari 1995 - Entertainment Centre, Sydney, New South Wales,  Australien
- 22 januari 1995 - Entertainment Centre, Sydney, New South Wales,  Australien (inställd)
- 23 januari 1995 - Entertainment Centre, Sydney, New South Wales,  Australien (inställd)
- 25 januari 1995 - Entertainment Centre, Newcastle, New South Wales,  Australien
- 27 januari 1995 - Entertainment Centre, Brisbane, Queensland,  Australien
- 29 januari 1995 - Royal Theatre, Canberra, ACT,  Australien
- 31 januari 1995 - Entertainment Centre, Adelaide, South Australia,  Australien
- 1 februari 1995 - Entertainment Centre, Melbourne, Victoria,  Australien
- 2 februari 1995 - Entertainment Centre, Melbourne, Victoria,  Australien
- 3 februari 1995 - Entertainment Centre, Melbourne, Victoria,  Australien (inställd)
- 6 februari 1995 - Plenary Hall, Jakarta,  Indonesien
- 6 februari 1995 - Indoor Stadium, Singapore City,  Singapore
- 10 februari 1995 - Queen Elizabeth Stadium,  Hongkong
- 12 februari 1995 - Indoor Stadium Huamark, Bangkok,  Thailand
- 14 februari 1995 - Folk and Arts Theatre, Manila,  Filippinerna
- 16 februari 1995 - Outdoor Stadium, Taipei,  Taiwan
- 19 februari 1995 - Workers Indoor Stadium, Peking,  Kina
- 22 februari 1995 - Sun Services, Tokyo,  Japan
- 23 februari 1995 - Sun Services, Tokyo,  Japan
- 24 februari 1995 - Sun Services, Tokyo,  Japan
- 26 februari 1995 - Koseinenkin Hall, Tokyo,  Japan
- 27 februari 1995 - Festival Hall, Osaka,  Japan
- 28 februari 1995 - Sun Palace, Fukuoka,  Japan
- 2 mars 1995 - Kanagawa Kenmin Hal, Yokohama,  Japan
- 22 mars 1995 - Palacio de Los Deportes, San José,  Costa Rica
- 24 mars 1995 - Poliedro, Caracas, DC,  Venezuela
- 27 mars 1995 - Olympia, São Paulo, São Paulo, Brasilien
- 28 mars 1995 - Olympia, São Paulo, São Paulo, Brasilien
- 30 mars 1995 - Metropolitan, Rio de Janeiro, Rio de Janeiro, Brasilien
- 31 mars 1995 - Metropolitan, Rio de Janeiro, Rio de Janeiro, Brasilien
- 2 april 1995 - Teatro Monumental, Santiago de Chile,  Chile
- 4 april 1995 - TV studio, Santiago de Chile,  Chile
- 5 april 1995 - Campo, Colegio Roosevelt, Lima,  Peru
- 8 april 1995 - Estadio Ferro Carril Oeste, Buenos Aires,  Argentina
- 9 april 1995 - Estadio Ferro Carril Oeste, Buenos Aires,  Argentina (inställd)
- 1 maj 1995 - Olimpijskij, Moskva,  Ryssland
- 2 maj 1995 - Olimpijskij, Moskva,  Ryssland